# 시리 허스트베트

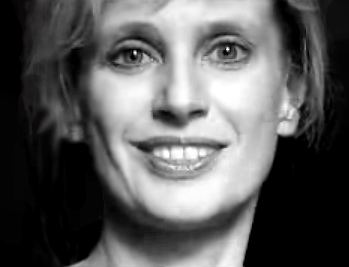
시리 허스트베트

시리 허스트베트(Siri Hustvedt, 1955년 2월 19일 ~ )는 미국의 소설가이다. 시집, 7개의 소설, 2개의 에세이집, 그리고 여러 개의 논픽션 작품의 작가이다.
로이드 허스트베트 교수의 딸인 시리는 고향인 미네소타주 노스필드에 있는 공립학교를 다녔고 1973년 노르웨이 베르겐에 있는 성당학교에서 학위를 받았다. 그녀는 레이캬비크로 가족 여행을 떠난 후 13살에 글을 쓰기 시작했고, 그곳에서 그녀는 다양한 고전 문학 작품을 읽었다. 특히 찰스 디킨스의 《데이비드 카퍼필드》에 감명받은 그녀는 문학을 마친 후 문학을 자신의 직업으로 삼기로 결심했다. 세인트루이스 대학교를 졸업했다. 그녀는 1978년 대학원생으로 컬럼비아 대학교에 다니기 위해 뉴욕으로 이사했다. 그녀의 첫 번째 출판 작품은 파리 리뷰에 실린 시였다. 대학 시절에 가난하게 살았고, 살아남기 위해 대학에서 긴급 대출을 받았다.
논문을 마친 후, 산문을 쓰기 시작했다. 그녀의 첫 소설이 된 네 편의 이야기 중 두 편의 이야기인 "눈가리개"는 문학 잡지에 실렸고 이후 1990년과 1991년에 베스트 아메리칸 단편 소설에 실렸다. 그 이후로 그녀는 계속해서 철학, 정신분석학, 신경과학의 교차점에 대한 소설을 쓰고 에세이를 출판했다. 그녀는 또한 시각 예술에 대해 정기적으로 글을 쓴다.

## 작품
- 당신을 믿고 추락하던 밤
- 내가 사랑했던 것
- 사각형의 신비
- 여자를 바라보는 남자를 바라보는 한 여자
- 불타는 세계
- 남자없는 여름